# Arthur Booth
Arthur Booth (* 2. Februar 1840 in Klein Flottbek; † 5. Juni 1916 in Renzow) war ein deutscher Kaufmann.

## Leben

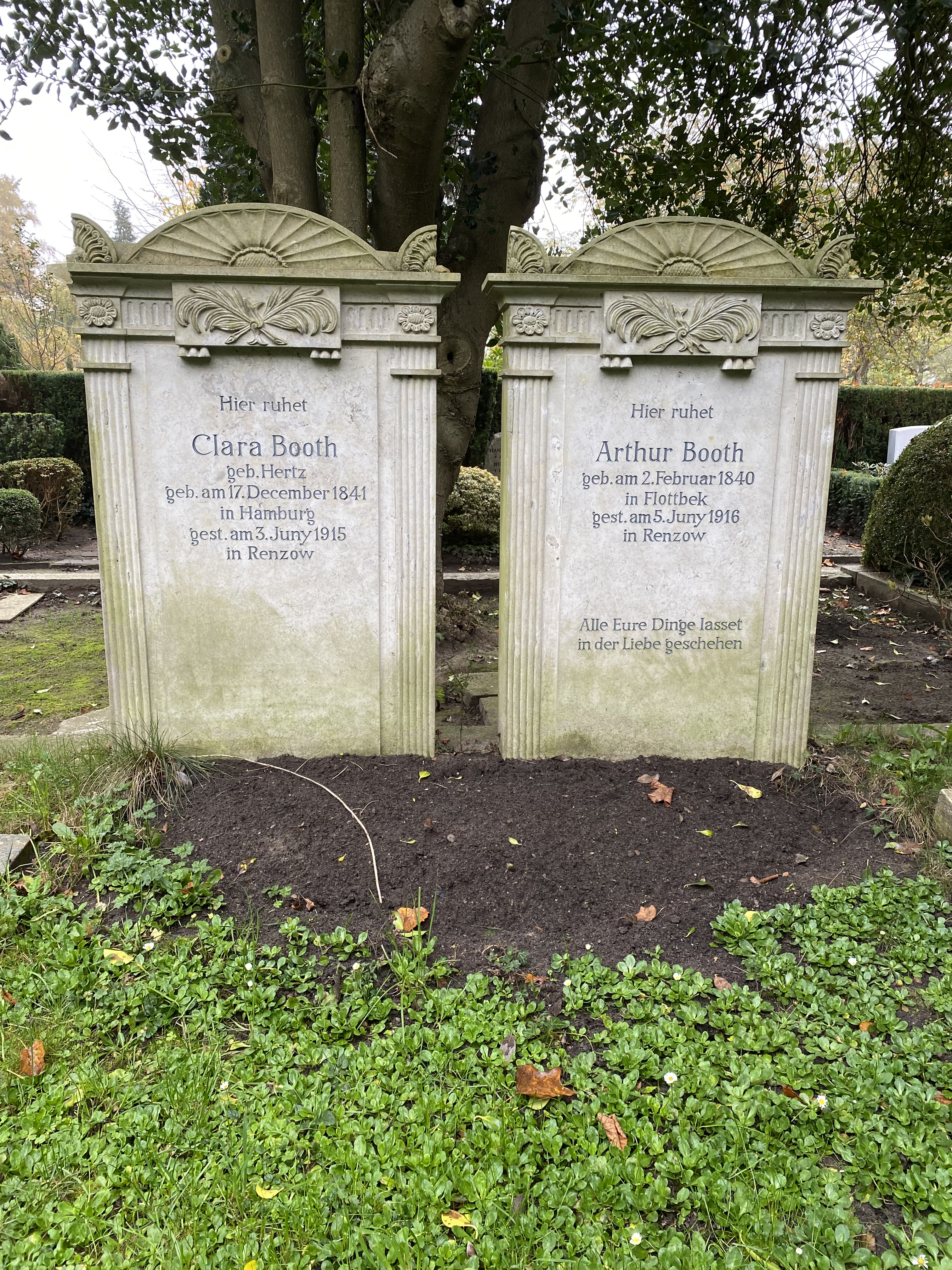
Grabstätte

Booth war ein Sohn des Baumschulenbesitzers John Richmond Booth (1799–1847) in Klein-Flottbek. Sein aus Schottland stammender Großvater James Booth (1772–1814) war Gründer der Baumschule, die sein Vater und später sein Bruder John Cornelius Booth (1836–1908) weiterführten. Ab 1856 war Booth kaufmännisch tätig und absolvierte zunächst eine Lehre bei der Firma Baur in Altona. Im Anschluss wurde er 1859 von einem Kaufmann in Manchester für dessen China-Geschäft angestellt. Auf einer Reise nach Fernost kam er mit der Hamburger Firma Bourjou & Hübener in Kontakt und wurde im Jahr 1862 deren Teilhaber. Ausgehend von Hongkong baute Booth für das Unternehmen eine Niederlassung in Shanghai auf.
Arthur Booth heiratete 1862 Clara Adolphine Hertz (1841–1915), die Tochter des Hamburger Reeders Adolph Jacob Hertz. Diese Verbindung zu seinem Schwiegervater konnte er bei seinen Aktivitäten in Fernost nutzen. 1866 kam Booth nach Hamburg zurück und erwarb 1869 das Landhaus Brandt an der Elbchaussee, das als „Säulenhaus“ bekannt ist. Kurze Zeit später gab er das Haus wieder auf, um 1871 in einen Landsitz in Hamm umzuziehen. Gemeinsam mit seinem Schwager Paul Hertz, dem Hamburger Kaufmann Hermann Strack sowie dem Harburger Fabrikanten August Behne gründete Booth 1872 die Saline Stade.
Bereits 1869 begann er, Teile seines Grundbesitzes in Lichterfelde bei Berlin zu verkaufen. Im Zuge der weiteren Erschließung des Berliner Umlands war Booth in Grundstücks- und Baugesellschaften aktiv.
1892 erwarb er ein Landgut in Renzow. Dort hatte er von 1900 bis zu seinem Tod seinen Hauptwohnsitz. Booth wurde auf dem Nienstedtener Friedhof beigesetzt.